# Phyllophaga babis
Phyllophaga babis är en skalbaggsart som beskrevs av Saylor 1943. Phyllophaga babis ingår i släktet Phyllophaga och familjen Melolonthidae. Inga underarter finns listade i Catalogue of Life.